# Cá thòi lòi
Cá thòi lòi (hay cá leo cây) (danh pháp hai phần: Periophthalmodon schlosseri), là một loài cá thuộc họ cá Oxudercidae, được tìm thấy tại khu vực cửa sông, hạ lưu sông và biển ở vùng nhiệt đới trải dài từ Seychelles, Ấn Độ, Bangladesh, sang Australia, bao gồm cả Đông Nam Á (Indonesia, Malaysia, Philippines, Thái Lan và Việt Nam). Cá thòi lòi phổ biến nhất dọc các bãi lầy ở cửa sông, không ngập quá 2 m nước. Loài cá này sinh sống trong hang hốc vét ở bãi lầy. Khi thủy triều xuống thì cá chui ra, nhất là những ngày nắng ráo.
Cá có khả năng di chuyển trên mặt bùn khá nhanh, gần như chạy nhảy. Với hệ thống hô hấp bằng phổi cá thòi lòi có thể thở trên cạn. Khi dưới nước thì dùng mang. Khi trưởng thành, cá lớn khoảng 27 cm.

## Ẩm thực
Cá thòi lòi theo đánh giá của FishBase có giá trị thương mại thấp. Ngược lại theo Tuổi trẻ Online thì cá thòi lòi được đánh giá là một sản vật của những vùng ngập mặn, tuy hình dáng thuộc hàng "xấu nhất nhì", nhưng lại được cái thịt ngọt thơm, mềm mại, ăn đứt các loại cá sông như lóc, rô, trê, kèo hay chép... Theo những người sống ở ven biển đồng bằng sông Cửu Long thì cá thòi lòi được chia làm 2 loại, một là thòi lòi sống ở trong sông, loại này nhỏ, thịt tanh lại bở nên không được ưa chuộng, loại còn lại là thòi lòi sống ở cửa sông trong rừng ngập mặn, loại này to hơn, thịt dai và thơm ngon hơn nên người dân chủ yếu dùng loại này để chế biến các món ăn. Các món chế biến gồm kho tiêu, kho tương, nướng, làm gỏi cá thòi lòi với lá lìm kìm v.v.

## Hình ảnh

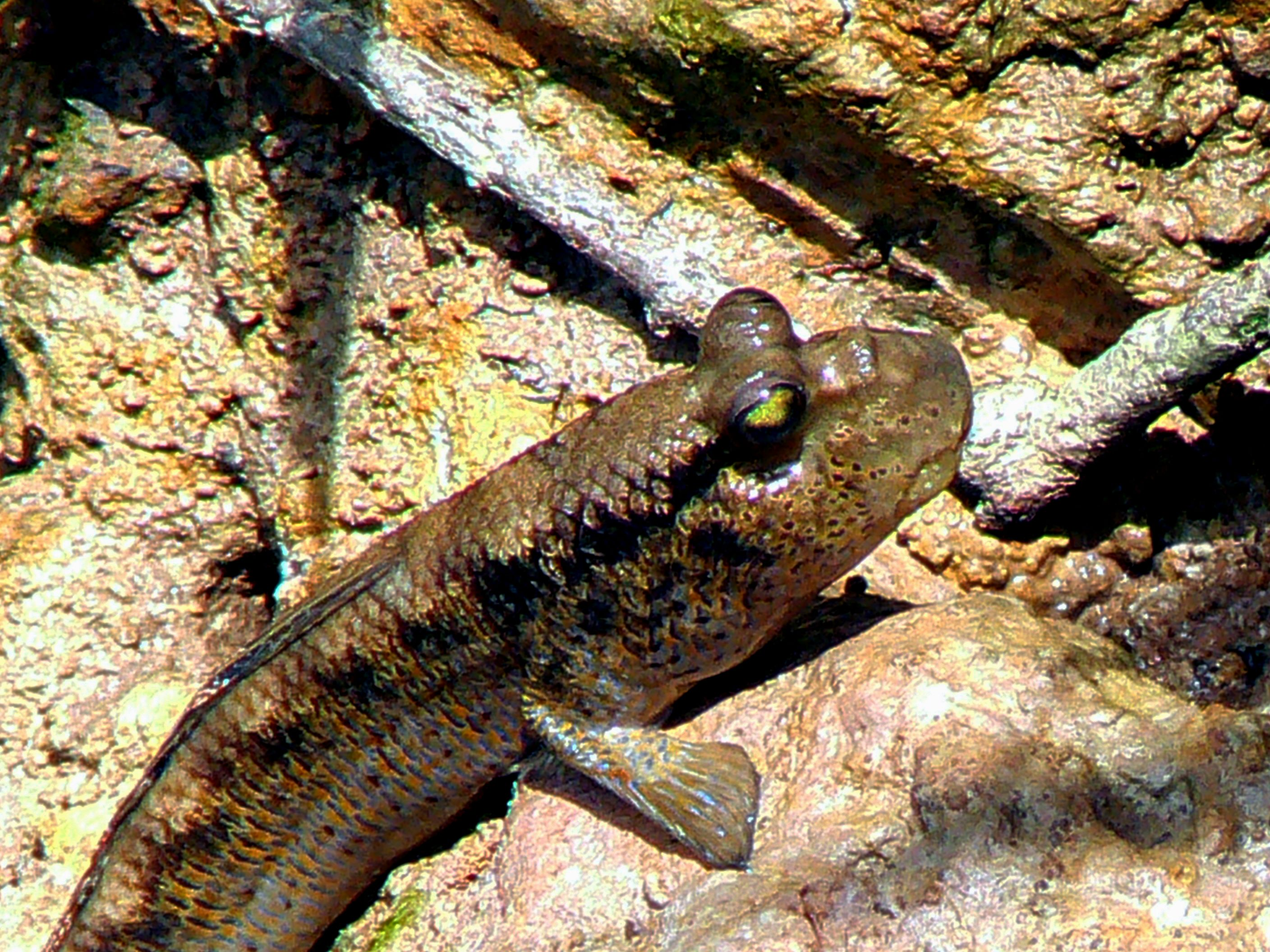
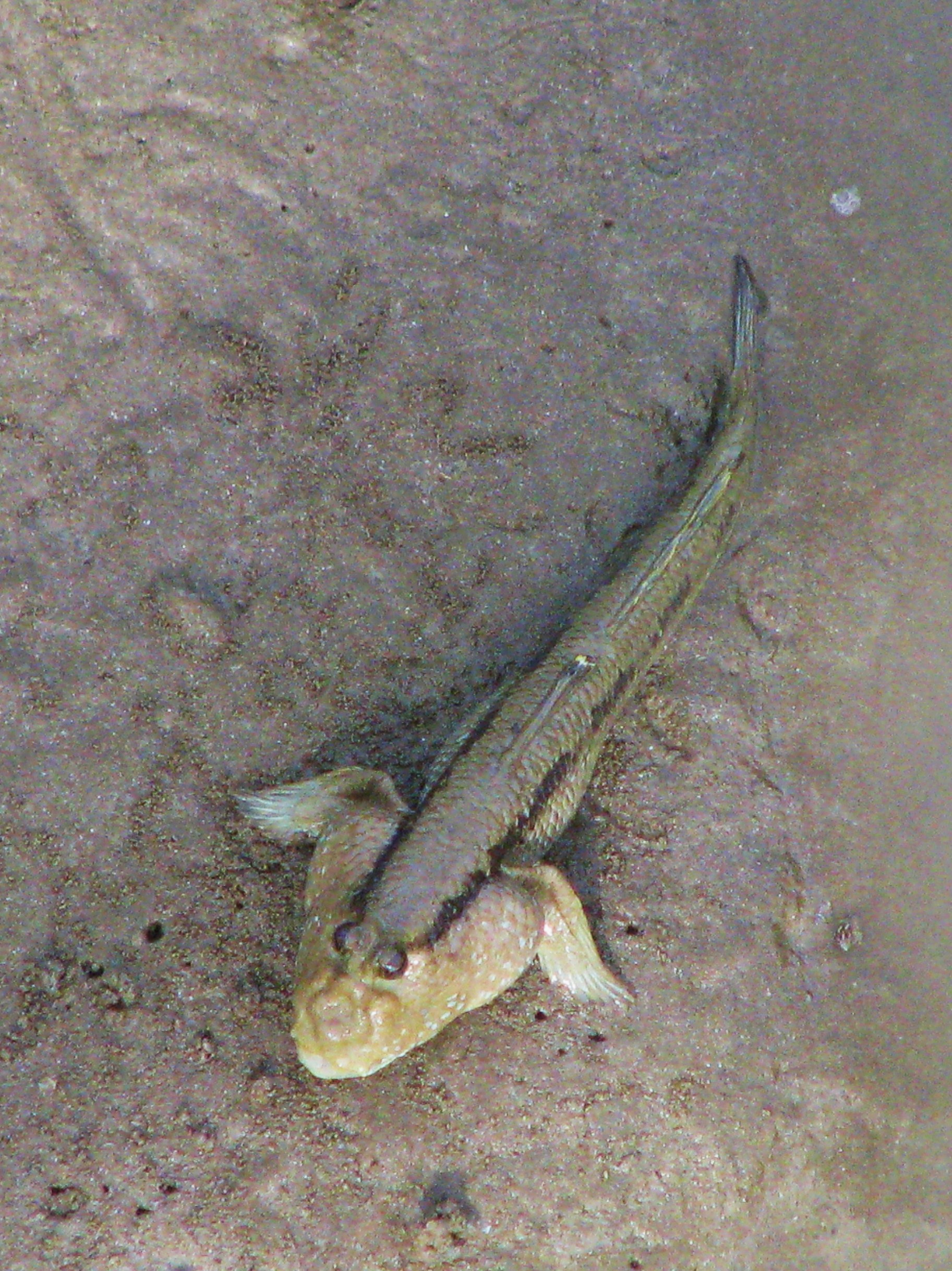
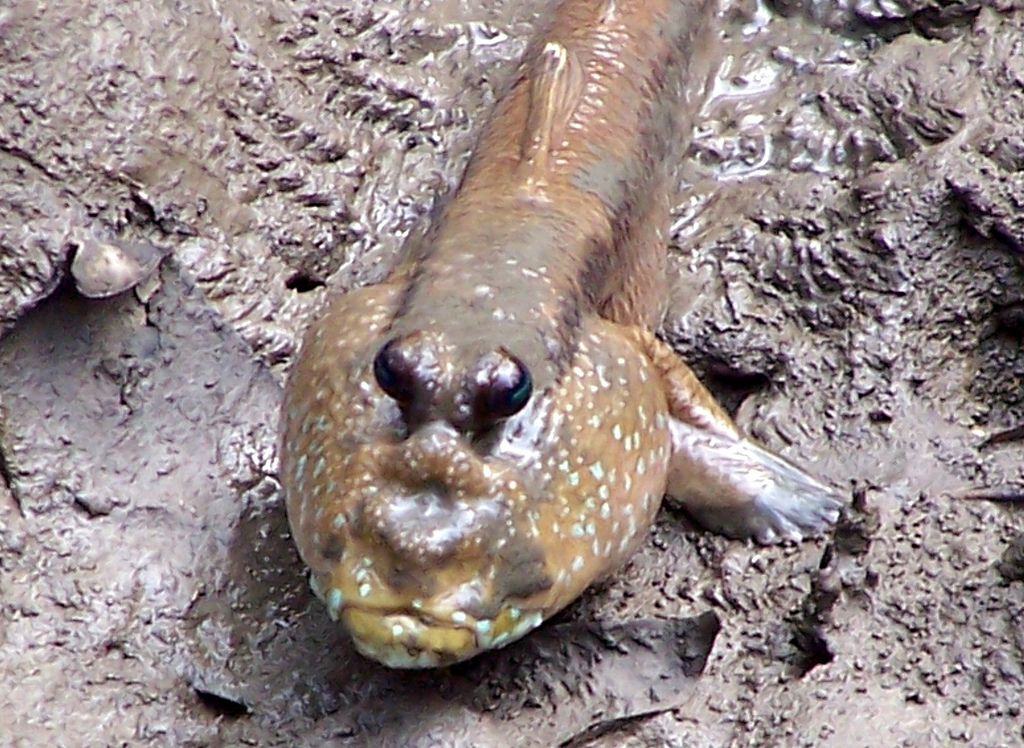
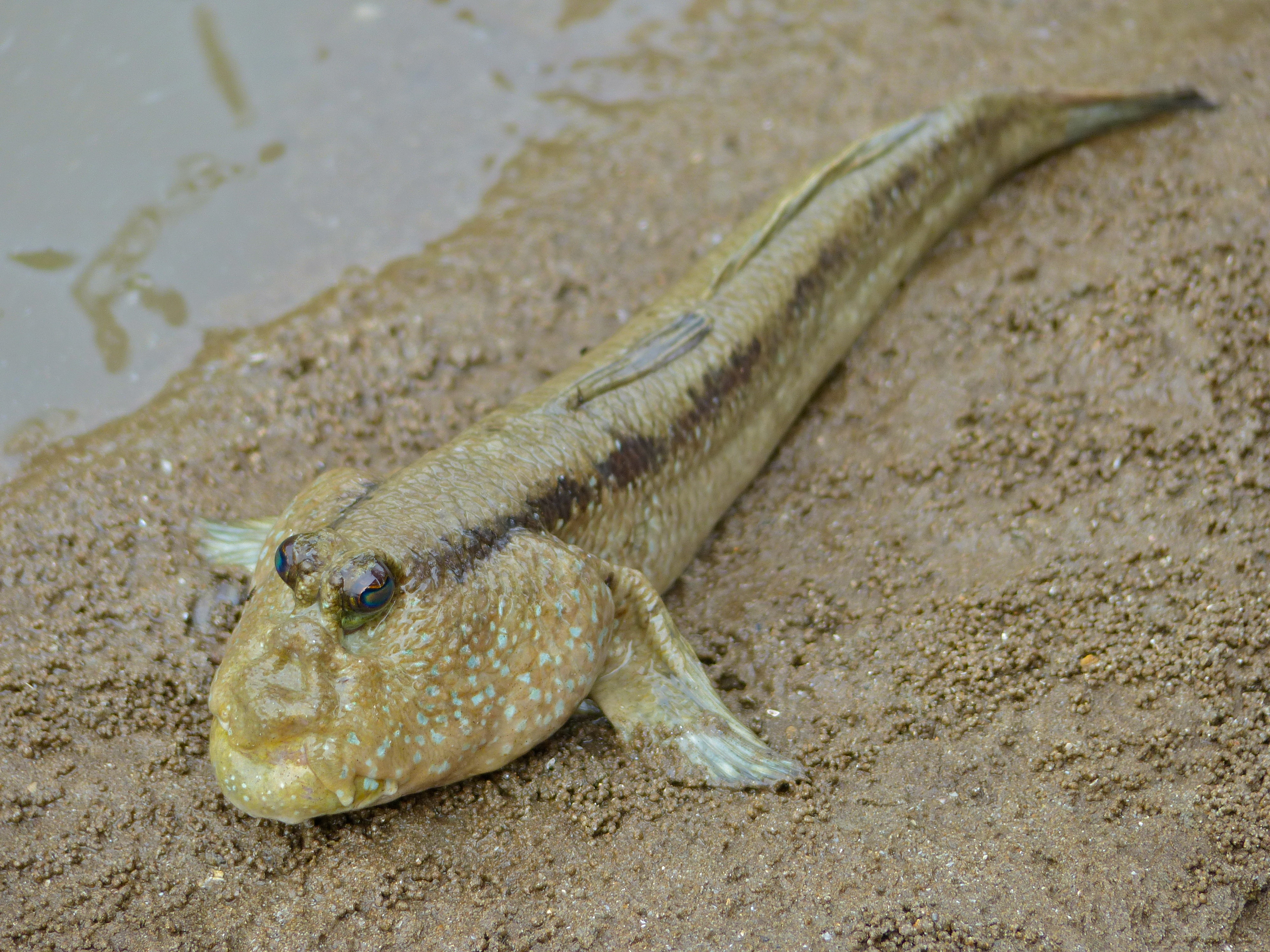